# Indifferenzkurve

Eine Indifferenzkurve im Zwei-Güter-Fall. Auf der waagerechten Achse ist die Menge von Gut 1, auf der senkrechten Achse diejenige von Gut 2 abgetragen. Für ein gegebenes Nutzenniveau zeigt die Indifferenzkurve den Trade-Off zwischen den beiden Gütern.

Eine Indifferenzkurve (lat. indifferens: „sich nicht unterscheidend“; auch Iso-Nutzenfunktion, Iso-Nutzenkurve und Nutzen-Isoquante) bezeichnet in der Volkswirtschaftslehre und dort insbesondere in der Haushaltstheorie den geometrischen Ort aller Konsumpläne mit gleichem Nutzenindex.
Ein Haushalt besteht aus einer oder mehreren natürlichen Personen, die zusammen einen Wirtschaftsplan aufstellen. In ihm werden die gesamten geplanten Einnahmen und Ausgaben gegenübergestellt. Idealtypisch wird davon ausgegangen, dass ein Haushalt vom Markt ausschließlich Güter erwirbt, was nicht ausschließt, dass ein Haushalt auch Güter für den Eigenbedarf herstellen darf. Nur, wenn alle drei Eigenschaften erfüllt sind, spricht man von einem Haushalt. Dies unterscheidet ihn von anderen Wirtschaftssubjekten. Ein „Konsumplan“ ist derjenige Teil eines Wirtschaftsplans, in welchem für den Erwerb von Gütern vom Markt Ausgaben getätigt werden. Die Güter werden sodann „konsumiert“. Für ein bestimmtes Budget, das einem Haushalt zur Verfügung steht, können verschiedene Sets an Gütern in unterschiedlichen Mengen vom Markt erworben werden. Solche Sets bezeichnet man in der Fachsprache als „Güterbündel“. Jeder Güterbündelerwerb, welcher für einen Haushalt in Frage kommt, den dieser sich auch leisten kann, entspricht der Ausführung eines dezidierten Konsumplans. Ein Konsumplan kann formal hingeschrieben werden als {\displaystyle \mathbf {x} =\{x_{1},\ldots ,x_{n}\}}, wobei darin {\displaystyle x_{1}} die zu konsumierende Menge des Gutes 1, {\displaystyle x_{2}} die zu konsumierende Menge des Gutes 2, und so fort bis {\displaystyle x_{n}} die zu konsumierende Menge des Gutes n bedeutet.
Die Indifferenzkurve ist nun der geometrische Ort aller Konsumpläne, zwischen denen ein Haushalt indifferent ist, die er also als gleich gut im Nutzen einschätzt. Sie basiert auf dem Konzept der Nutzenfunktion, welche jeder beliebigen Kombination von Gütermengen eine Zahl derart zuordnet, dass Güterkombinationen, die vom Haushalt für besser als andere befunden werden, eine höhere Zahl erhalten (Einzelheiten dazu siehe unten). Für jedes Nutzenniveau kann dann jeweils eine Indifferenzkurve gefunden werden, auf der stets diejenigen Güterbündel vereint liegen, die genau ein und denselben Nutzen generieren.
Der Begriff geht auf Francis Ysidro Edgeworth zurück und wurde von Vilfredo Pareto in die Wirtschaftstheorie eingeführt, um das Problem der Messung von Nutzen zu umgehen. Auf ihr basiert auch das so genannte Edgeworth-Diagramm.

## Intuition
Intuitiv beschreibt eine Indifferenzkurve, in welchem Verhältnis eine Person verschiedene Güter austauschen würde, ohne dadurch besser bzw. schlechter gestellt zu werden. In der rechts stehenden Grafik lässt sich diese Intuition wie folgt erläutern: Die rote Indifferenzkurve repräsentiert ein gewisses, fixes Nutzenniveau. Aus Sicht des Individuums sind die verschiedenen Punkte auf der Kurve „gleich gut“; die Person ist „indifferent“ zwischen ihnen.
Im Diagramm mit zwei Gütern bedeutet eine Bewegung nach rechts (links) mehr (weniger) von Gut 1, eine Bewegung nach oben (unten) mehr (weniger) von Gut 2. Ausgehend von einem beliebigen Punkt auf Indifferenzkurve, bei dem die Person {\displaystyle x_{1}} Einheiten von Gut 1 und {\displaystyle x_{2}} Einheiten von Gut 2 konsumiert, lässt sich aus der Indifferenzkurve rechts folgendes ablesen: Wird die Menge von Gut 1 verringert, so muss die Person Zugang zu mehr Einheiten von Gut 2 erhalten, um nicht schlechter gestellt zu werden; umgekehrt ist bei einer größeren Menge von Gut 1 eine geringere Menge von Gut 2 notwendig, um das gleiche Nutzenniveau zu erhalten.
Die (absolute) Steigung der Indifferenzkurve in einem Punkt gibt wieder, in welchem Verhältnis die Person die Güter bei marginalen Mengen austauschen würde, ohne letztlich besser oder schlechter gestellt zu werden, die sog. Grenzrate der Substitution.
Auffällig ist der (typisch) konvexe Verlauf der Indifferenzkurve rechts: Für kleinere Werte von {\displaystyle x_{1}} nimmt die (absolute) Steigung zu, d. h. für eine kleine Verringerung in {\displaystyle x_{1}} ist ein größerer Zuwachs in {\displaystyle x_{2}} notwendig als bei größeren Werten von {\displaystyle x_{1}}. Hat die Person von vorneherein einen niedrigeren Konsum von Gut 1 ist es also schwieriger, den Nutzenverlust einer weiteren Reduktion in {\displaystyle x_{1}} mit mehr Konsum von Gut 2 zu kompensieren. Umgekehrt ist die Steigung der Indifferenzkurve für große Werte von {\displaystyle x_{1}} sehr klein; eine Änderung im Konsum von Gut 1 erfordert dann nur kleine Änderungen im Konsum von Gut 2, um die Person indifferent zwischen den beiden Optionen zu halten. Beides deckt sich mit den Hypothesen des abnehmenden Grenznutzens.

## Definition und Einordnung

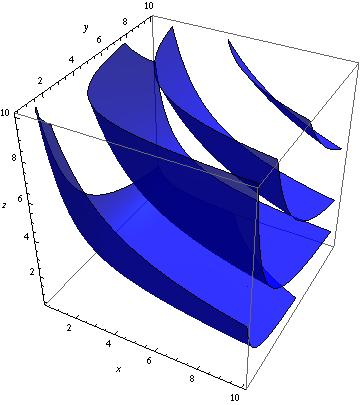
Indifferenzkurven im Drei-Güter-Fall

### Formale Definition
Legt man eine Nutzenfunktion {\displaystyle u(\mathbf {x} )=u(x_{1},\ldots ,x_{n})} zugrunde, wobei die Variable {\displaystyle u} als Nutzenindex oder einfach nur als Nutzen bezeichnet wird, dann ist die Indifferenzmenge (Indifferenzkurve) {\displaystyle I_{a}} zum Nutzenniveau {\displaystyle {\overline {u}}=a} definiert als die Menge aller Tupel {\displaystyle \mathbf {x} }, mit denen {\displaystyle u(\mathbf {x} )=a} wird, soll sagen: ist definiert als die Menge aller Tupel {\displaystyle \mathbf {x} }, für die der Nutzen einen konstanten Wert annimmt, oder banaler ausgedrückt: ist definiert als die Menge aller Tupel {\displaystyle \mathbf {x} }, auf denen die Nutzenfunktion ein bestimmtes festes Nutzenniveau annimmt. Es ist also kurz {\displaystyle I_{a}\equiv \{\mathbf {x} |u(\mathbf {x} )=a\}}, woran man sofort ablesen kann, dass {\displaystyle I_{a}\subset \mathbb {R} ^{n}}. Die Indifferenzkurve ist also eine Raumkurve im {\displaystyle \mathbb {R} ^{n}}, entlang derer ein und dasselbe Nutzenniveau vorherrscht. Aus dieser Mengendefinition der Indifferenzkurve erklärt sich auch, weshalb im Folgenden oftmals äquivalent von der Indifferenzmenge (zu einem Nutzenniveau) gesprochen wird, womit die (unendliche) Menge der Punkte auf einer Indifferenzkurve bezeichnet sei.
Im Folgenden wird die Größe der Güterbündel allerdings oftmals aus Gründen der einfacheren Handhabbarkeit und der grafischen Darstellbarkeit auf zwei Güter beschränkt.

### Konstruktion im Zwei-Güter-Fall

Drei Indifferenzkurven im Zwei-Güter-Fall.

Zur Konstruktion der Indifferenzkurven wird im Zwei-Güter-Fall auf der horizontalen Achse eines Koordinatensystems beispielsweise die Menge des Konsums an Gut 1 und auf der vertikalen Achse die Menge des Konsums an Gut 2 dargestellt. Unter der Annahme, dass beide Güter unendlich teilbar sind, kann man unendlich viele Punkte in das Koordinatensystem einzeichnen, zwischen denen das Individuum indifferent ist. Die sich somit ergebende Kurve ist die gesuchte Indifferenzkurve.
Im nebenstehenden Beispiel sind drei Indifferenzkurven eingezeichnet. Weil man gegeben die entsprechende Nutzenfunktion {\displaystyle u(\mathbf {x} )} Indifferenzkurven zu beliebigen Nutzenniveaus {\displaystyle {\overline {u}}} konstruieren kann, gibt es auch unendlich viele denkbare Indifferenzkurven. Setzt man voraus, dass ein Haushalt Güterbündel, die mehr von beiden Gütern enthalten, solchen mit geringeren Mengen der Güter strikt vorzieht (es handelt sich hierbei um die später formaler definierte Monotonitätseigenschaft), dann ist das Nutzenniveau umso größer, je weiter die Indifferenzkurve vom Ursprung entfernt liegt. Entsprechend sind Punkte (Güterbündel) auf der Indifferenzkurve {\displaystyle I_{3}} strikt besser als auf {\displaystyle I_{2}} und Punkte (Güterbündel) auf {\displaystyle I_{2}} sind strikt besser als solche auf {\displaystyle I_{1}}. Güterbündel A wird entsprechend am geringsten geschätzt, D am meisten. B und C liegen auf derselben Indifferenzkurve, das heißt dem Haushalt ist es egal, ob es das Güterbündel B oder C konsumiert.

## Annahmen und Eigenschaften
Da per Definition Indifferenzkurven die subjektiven Präferenzen eines Haushalts widerspiegeln, sind die Eigenschaften der Indifferenzkurven durch diesen Haushalt bestimmt. Stellt man aber gewisse (Grund-)Annahmen über das Verhalten von Haushalten auf, so kann man daraus auf die generellen Eigenschaften von Indifferenzkurven schließen. Folgende Annahmen werden in der Regel getroffen:
- Monotonie
- Vollständigkeit
- Transitivität
- Rationale Wahl
- Stetigkeit
- Substitution
- Konvexität.

### Monotonie (Nichtsättigung)
Für jedes Güterbündel nimmt man an, dass der Haushalt die Sättigungsgrenze keines einzigen Gutes erreicht hat (diese Annahme ergibt insbesondere dann Sinn, wenn das Einkommen der Haushalte als so gering angenommen wird, dass für alle Konsumgüter die Nichtsättigungsannahme erfüllt ist). Man geht jeweils davon aus, dass ein Haushalt lieber mehr Güter verbraucht als weniger. Die Monotonitätsannahme wird oft als Nichtsättigung des Konsumenten interpretiert: Ein Güterbündel wie D in obiger Abbildung, das von beiden Gütern mehr enthält als das Güterbündel A, wird vom Haushalt gegenüber Güterbündel A stets vorgezogen, beide können nicht auf derselben Indifferenzkurve liegen. Daraus ergibt sich unmittelbar, dass bei Gültigkeit dieser Annahme von Monotonität Indifferenzkurven (wie in obiger Abbildung) eine negative Steigung ({\displaystyle -\infty } und 0 eingeschlossen) haben müssen.
Die Nichtsättigungsannahme wird oft als unrealistisch kritisiert. Allerdings kann man den Bedenken Rechnung tragen, indem man die schwächere Annahme macht, dass keine Sättigung bei allen Gütern eintreten kann. Im Falle dieser schwächeren Annahme verändern sich die Ergebnisse nicht wesentlich.

### Vollständigkeit
Es wird angenommen, dass die Präferenzordnung vollständig ist, d. h., der Haushalt kann für jedes beliebige Güterbündelpaar angeben, ob die Alternative besser ({\displaystyle \succ }), schlechter ({\displaystyle \prec }) oder gleich gut ist ({\displaystyle \sim }) wie die Ausgangssituation.

### Transitivität (oder Konsistenz)

Zwei sich schneidende „Indifferenzkurven“ – Transitivitätsannahme verletzt

Aus obiger Grafik ist bereits eine wichtige Eigenschaft der Indifferenzkurven sichtbar: Indifferenzkurven können einander nicht schneiden (wie auch Höhenlinien an einem „echten“ Berg einander nicht schneiden können). Dies entspricht dem Grundsatz, dass die Rangfolge der Güterbündel widerspruchsfrei sein muss (Transitivität). Wenn ein komplettes Nutzengebirge dargestellt werden soll, dann besteht dies aus einer unendlich großen Schar von Indifferenzkurven.
In der Abbildung ist Punkt A indifferent zu Punkt B und Punkt B indifferent zu Punkt C. Aus dem Grundsatz der Transitivität folgt zwingend, dass Punkt A somit auch indifferent zu Punkt C sein muss. Da diese im vorliegenden Beispiel nicht auf derselben Indifferenzkurve liegen, trifft die Annahme nicht zu.

### Rationale Wahl
Der Haushalt entscheidet sich für einen im Kontext seiner persönlichen Nutzenmaximierung optimalen Konsumplan unter Berücksichtigung der Nebenbedingungen (Budgetbeschränkung, Güterpreise): Wird ein beliebiger Konsumplan aus der Budgetmenge gewählt, so gilt, dass dieser Plan allen anderen Konsumplänen vorgezogen wird (sonst wäre er nicht gewählt worden).

### Stetigkeit
Dies ist eine sehr formale Annahme, die aber benötigt wird, um die Existenz von Indifferenzkurven sicherzustellen. Diese Annahme stellt sicher, dass die Präferenzordnung keine Sprungstellen hat und die Nutzenindexfunktion stetig differenzierbar ist. Die Stetigkeitsannahme setzt beliebige Teilbarkeit der Güter voraus.
Geht man – wie in der Abbildung – von drei Alternativen A, B und D aus, bei der B dem A und D dem B vorgezogen wird, so soll es in der konvexen Kombination von A und D (also dem Geradenstück zwischen A und D) stets einen Punkt geben, der indifferent zu B ist.
Diese Annahme ist bei der lexikographischen Präferenzordnung nicht erfüllt. Bei dieser Präferenzordnung existieren somit keine Indifferenzkurven.

### Substitution
Es wird angenommen, dass die Indifferenzkurven die Achsen der Konsumebenen nicht berühren. Durch diese Annahme kann ausgeschlossen werden, dass die Konsumgüter vollständig substituiert werden (plausibel ist dies allerdings nur im Fall von absolut unverzichtbaren Konsumgütern, wie z. B. Wasser und Brot). Durch diese Annahme wird die Berechnung von optimalen Konsumplänen erleichtert (ist für die Berechnung aber nicht erforderlich).

### Konvexität (oder Ausgewogenheit)
In allgemeinen Fällen werden üblicherweise konvexe Indifferenzkurven angenommen, diese garantieren einen negativen Substitutionseffekt. Besonders häufig wird dabei von Cobb-Douglas-Nutzenfunktionen ausgegangen.
In der Abbildung sind die Indifferenzkurven konvex. Die Form der Indifferenzkurven weist darauf hin, in welcher Form der Haushalt bereit ist, Gut 1 für Gut 2 zu substituieren. Der Betrag der Neigung der Kurve an den einzelnen Punkten gibt an, wie viele Einheiten von Gut 1 im Austausch für eine Einheit des Gutes 2 benötigt werden, um auf dem gleichen Niveau zu bleiben. Dies wird Grenzrate der Substitution genannt. Wenn man eine der Indifferenzkurven wie im Beispiel von oben nach unten durchläuft, so wird stets von Gut 1 mehr und von Gut 2 weniger konsumiert, ohne dass sich der erreichte Nutzen ändert: Gut 2 wird bei konstantem Nutzen durch Gut 1 substituiert. Dies ist das Gesetz von der abnehmenden Grenzrate der Substitution.
Wenn von einem Gut viel substituiert wurde, ist es verhältnismäßig knapp. Darum werden viele Einheiten des anderen Gutes zur Substitution benötigt. Der daraus resultierende konvexe Kurvenverlauf zeigt, dass der Haushalt Güterbündel mit gemischtem Inhalt solchen vorzieht, die einseitig viel von Gut 1 oder Gut 2 beinhalten. In der Grafik lässt sich dies zeigen, wenn man eine Verbindungslinie zwischen den Punkten B und C ziehen würde. Jeder Punkt auf dieser Linie würde der Haushalt den Punkten B oder C vorziehen, da diese auf höheren Indifferenzkurven liegen. (Regel: „Durch Mischen stellt sich der Haushalt besser.“)
Unterschieden werden kann weiterhin zwischen starker bzw. strikter Konvexität (wie im obigen Beispiel), in diesem Fall werden ausgewogene Konsumbündel strikt bevorzugt, erreichen also immer ein höheres Nutzenniveau als weniger ausgewogene Güterbündel. Liegt lediglich Konvexität (wird auch als schwache Konvexität bezeichnet) vor, haben die entsprechenden Indifferenzkurven einen Abschnitt mit konstanter Steigung. Hier werden ausgewogene nicht mehr zwangsläufig bevorzugt. Im obigen Beispiel würde das bedeuten, dass die Punkte B und C sowie die Punkte auf der sie verbindenden Linie auf derselben Indifferenzkurve liegen, der Konsument ist dann indifferent.

#### Beweis
Beweis für die Konvexität von Indifferenzkurven:
| Beweis |
| Bedingung für Konvexität {\displaystyle {\frac {d^{2}x_{1}}{dx_{2}^{2}}}\geq 0} wobei {\displaystyle {\frac {dx_{1}}{dx_{2}}}=-{\frac {f_{2}(\varphi (x_{2}),x_{2})}{f_{1}(\varphi (x_{2}),x_{2})}}} und {\displaystyle \varphi (x_{2})=x_{1}} {\displaystyle \Rightarrow {\frac {d^{2}x_{1}}{dx_{2}^{2}}}=-{\frac {[f_{1}\cdot (f_{12}\cdot \varphi '(x_{2})+f_{22})-f_{2}\cdot (f_{11}\cdot \varphi '(x_{2})+f_{12})]}{f_{1}^{2}}}>0\ \|\cdot f_{1}^{3}} dabei gilt {\displaystyle f_{12}=f_{21}\quad {\text{und}}\quad \varphi '(x_{2})=-{\frac {f_{2}}{f_{1}}}} {\displaystyle \Rightarrow 2\cdot f_{12}f_{1}f_{2}-(f_{1}^{2}f_{22}+f_{2}^{2}f_{11})>0} gilt, da {\displaystyle f_{12}>0,\ f_{22}<0,\ f_{11}<0}. |

### Beispiele: Perfekte Substitute bzw. Komplemente

Lineare Indifferenzkurven – perfektes Substitut

Mit den oben getroffenen Standardannahmen lassen sich Nutzenfunktionen und damit auch Indifferenzkurven ableiten, die ein gewisses Spektrum an Formen annehmen können: Dabei dienen perfekte Substitute bzw. perfekte Komplemente als die Extrema dieses Spektrums; diese sind in der realen Welt selten so rein auszumachen wie unten skizziert, helfen aber bei der Einordnung ungemein.

Perfekte Komplemente

Bei „perfekten Substituten“ ist der Haushalt bereit Gut 1 und Gut 2 entlang der gesamten Kurve zu einem festen Verhältnis zu tauschen (zumindest für positiven Konsum beider Güter). Die Indifferenzkurven des Haushalts sind dann (stückweise) linear. Es handelt sich um Güter, die problemlos gegeneinander ausgetauscht werden können – bei denen es dem Haushalt also egal ist, ob er mehr von Gut 1 oder mehr von Gut 2 konsumiert.
Zum Beispiel sind die von verschiedenen Herstellern angebotenen Sorten von Superbenzin so ähnlich, dass die Angebote zweier einander naher Tankstellen als perfekte Substitute gesehen werden sollten (Treuepunkteprogramme o. ä. verändern dieses vereinfachte bild natürlich). Ähnliches gilt für andere standardisierte Güterklassen wie Mehl, Zucker, Salz etc.
Perfekte Komplemente sind eine weitere Sonderform: Der Konsument möchte die beiden Gütern am liebsten in einem festen Verhältnis zueinander konsumieren. Ausgehend von diesem Verhältnis (bei beliebigen absoluten Werten des Konsums beider Güter) erhöht sich sein Nutzen nicht, wenn er mehr von einem einzigen der beiden Güter erhält – der Nutzen sinkt aber, wenn die Menge eines der Güter von dem Punkt aus verringert wird. Hier haben die Indifferenzkurven einen Knick genau dort, wo das optimale Verhältnis beider Güter besteht (L-förmig).
Ein Beispiel hierfür sind einerseits Fahrradräder und andererseits der Rest des Fahrrads (Rahmen etc.): Ohne Räder ist der Fahrradrahmen weitgehend nutzlos und ohne Rahmen und ein zweites Rad kann man auch mit einem einzelnen Rad wenig anfangen. Das optimale Verhältnis zwischen Rahmen und Rädern liegt also bei 1:2. Setzt man in der rechts stehenden Grafik den Rahmen als Gut 1; das Rad als Gut 2, so haben die verschiedenen Indifferenzkurve also einen Knick bei den Punkten A=(1,2), B=(2,4), C=(3,6) etc.
(Hierbei wird natürlich vernachlässigt, dass es ggf. andere Nutzen für Räder bzw. Rahmen geben kann, zum Beispiel alleine als Ersatzteil).
Ein ähnliches Beispiel hierfür sind linke und rechte Schuhe, Mobiltelefon und zugehöriges Ladegerät, Desktopcomputer und Bildschirm o. ä.
Wie bereits angeführt befinden sich unter den Standardannahmen die meisten Indifferenzkurven zwischen diesen extremen. Die Indifferenzkurven sind aber dann stets konvex zum Nullpunkt und verlaufen (im Zwei-Güter-Diagramm). Die Achsenabschnitte nehmen dabei mit höherem Nutzenniveau zu, sofern sie denn existieren; andererseits nähern sich die Indifferenzkurven asymptotisch den Achsen an (außer bei perfekten Komplementen).

### Ausnahmeformen von Indifferenzkurven
Die folgenden Formen entsprechen nicht den Standardannahmen:
Konkave Indifferenzkurven besagen, dass der Haushalt Güterbündel bevorzugt, die einseitig viel von einem der beiden Güter enthalten. (Regel: „Extreme werden bevorzugt.“) Beispiele sind lokal gebundene Güter: Ein Haushalt, der ein Grundstück von 300 m² in Berlin und ein weiteres von 300 m² in München besitzt, wird in der Regel demgegenüber ein einziges von 600 m² in einer der beiden Städte präferieren.
Auch kreis- oder ellipsenförmige Indifferenzkurven sind denkbar. Hier existiert ein zentraler Punkt, der in der Mitte der runden Indifferenzkurven liegt. An diesem „Bliss-Punkt“ hat der Haushalt sein maximales Nutzenniveau erreicht und ist „gesättigt“. Ein Haushalt mit einer solchen Präferenzordnung wird dann nicht knappe Güter (die es im „Bliss-Punkt“ nicht gibt), gegen andere knappe Güter einhandeln. Damit ist der Haushalt für eine Preistheorie irrelevant.

## Nutzengebirge
Jedem Punkt im Indifferenzkurvensystem kann ein Nutzenindex zugeordnet werden, der folgende Bedingungen erfüllt, sonst aber beliebig ist:
1. Zwei Punkte, zwischen denen der Haushalt indifferent ist, die also auf derselben Indifferenzkurve liegen, erhalten den gleichen Nutzenindex.
2. Wird eine Kombination einer anderen vorgezogen, so erhält sie einen höheren Nutzenindex.

Dann kann man in ein dreidimensionales Koordinatensystem den Nutzenindex als dritte Dimension hinzufügen. Ermittelt man den Nutzenindex für alle möglichen Güterbündel aus Gut 1 und Gut 2, so erhält man einen Nutzenberg oder ein Nutzengebirge. Die Indifferenzkurve ergibt sich in einem Nutzengebirge als eine Höhenlinie. Sie kommt durch einen waagrechten Schnitt des Gebirges zustande. Man beachte, dass man je nach gewähltem Nutzenindex unterschiedliche Gebirge erhält, dass diese aber alle das gleiche Indifferenzkurvensystem besitzen.

## Ertragsgebirge
Das Ertragsgebirge ist der grafisch dargestellte Ertrag in Abhängigkeit von zwei Produktionsfaktoren sowie der Ausbringungsmenge. Die zwei Produktionsfaktoren lassen sich substituieren und bilden so eine Isoquante.

## Haushaltsoptimum

### Steigung der Indifferenzkurve und Grenzrate der Substitution

Haushaltsoptimum im Zwei-Güter-Fall

Die Grenzrate der Substitution oder Steigung der Indifferenzkurve {\displaystyle {\tfrac {\mathrm {d} \,x_{2}}{\mathrm {d} \,x_{1}}}} bezeichnet das Austauschverhältnis zwischen den Gütern, bei dem sich das Versorgungsniveau aus Sicht des Haushaltes, also subjektiv, nicht ändert. Bei der optimalen Konsumentscheidung eines Haushaltes (dem Haushaltsoptimum) hat die Grenzrate der Substitution denselben Wert wie die Steigung der Budgetgeraden {\displaystyle {\tfrac {-p_{1}}{p_{2}}}} (anschaulich im nachfolgenden Beispiel). Das bedeutet, dass sich die Indifferenzkurve und die Budgetgerade in diesem Punkt berühren (nicht schneiden).
Grenzrate der Substitution (1. Ableitung der Indifferenzfunktion) = Preisverhältnis (1. Ableitung der Budgetgeraden)
Daraus ergibt sich die Gültigkeit des 2. Gossenschen Gesetzes.
Beispiel im Zwei-Güter-Fall
Hier ist die Indifferenzkurve {\displaystyle I_{2}} die höchstmöglich erreichbare Indifferenzkurve des Konsumenten. Der Verbraucher würde zwar Punkte auf der Indifferenzkurve {\displaystyle I_{3}} vorziehen, kann sich jedoch die dadurch vorgezeigte Kombination aus Dönern und Limonade nicht leisten. Im Gegensatz dazu kann er sich den Punkt auf der Indifferenzkurve {\displaystyle 1} zwar leisten, aber er wird ihn nicht wählen, da die Kurve einen niedrigeren Nutzen für den Konsumenten misst.

## Analogie
Die gleiche Sichtweise ist auch in der Produktionstheorie mit verschiedenen Kombinationen von zwei Inputfaktoren möglich, die bei gleich bleibendem Produktionsniveau gegeneinander substituiert werden. Das, was in der Haushaltstheorie die Indifferenzkurve abbildet, ist mit der Isoquante in der Produktionstheorie zu vergleichen.